# Sandro Rosell

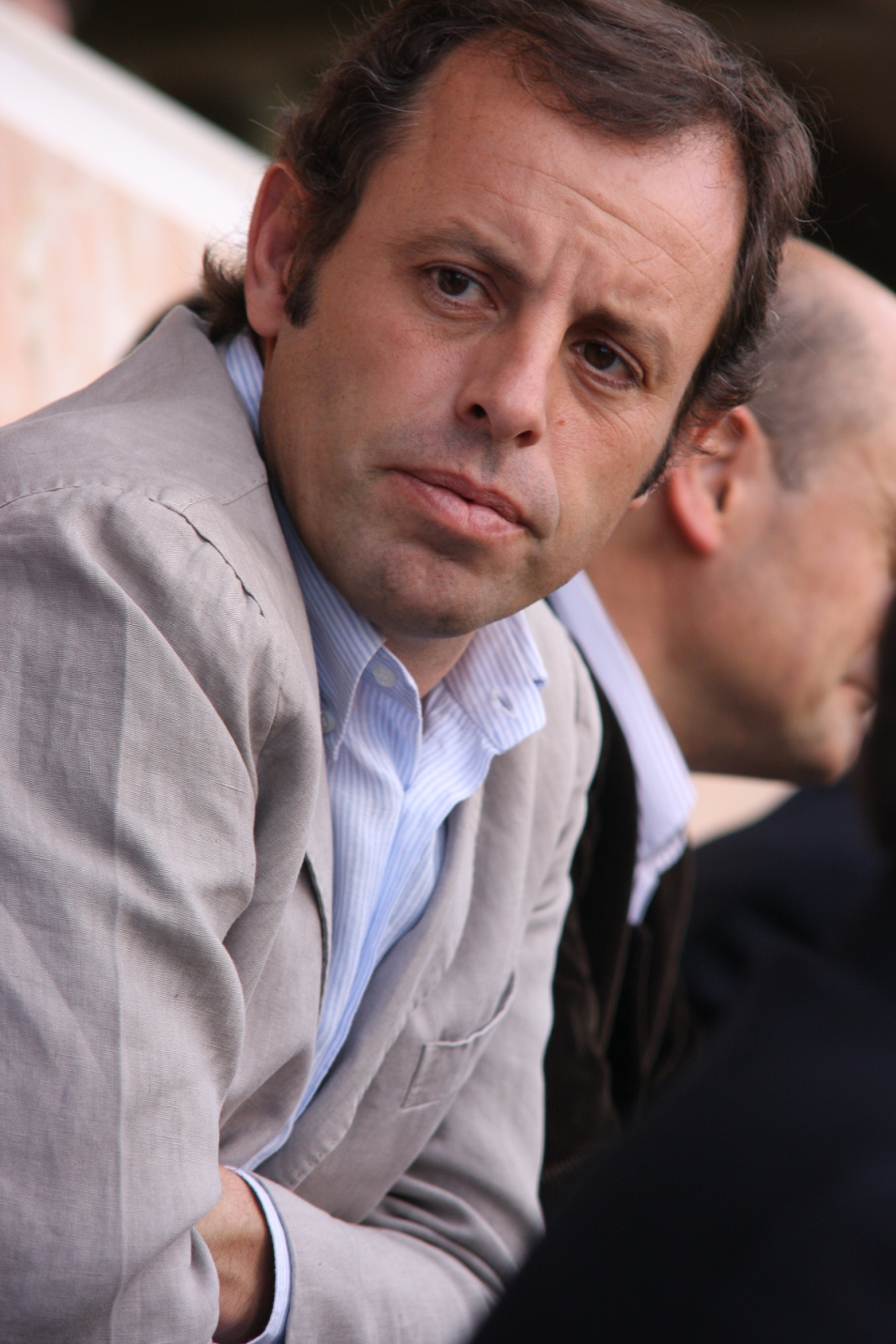
Sandro Rosell

Alexandre Rosell i Feliu (n. 6 martie 1964, Barcelona, Spania), uneori cunoscut ca Sandro Rosell este președintele lui FC Barcelona L-a înlocuit în funcție pe Joan Laporta pe 1 iulie 2010.